# Unidad Metzada
La Unidad Metzada (en hebreo: יחידת מצדה) es la unidad de rescate de rehenes y de operaciones especiales del Servicio de Prisiones de Israel, es una de las cinco unidades de rescate de rehenes que existen en el Estado de Israel. La unidad funciona durante la gestión de sucesos complejos y motines que tienen lugar en los centros penitenciarios de todo el país. La unidad es de ámbito nacional y está directamente subordinada al jefe de operaciones del Servicio de Prisiones de Israel.

## Requisitos de reclutamiento
Los requisitos de reclutamiento son: contar con un servicio de combate anterior en las FDI (con un nivel de capacitación óptimo), tener el grado de sargento u oficial, y poseer un alto nivel de aptitud física. El proceso de selección incluye una serie de pruebas físicas y psicológicas de larga duración. Al final del proceso, solo unos pocos candidatos continúan el curso de capacitación para ser operadores de la unidad Metzada. El proceso tiene lugar en el centro de capacitación de la unidad. Solamente el 1% por ciento de los candidatos se convierten en comandos operativos de la unidad Metzada.

## Organización y estructura
La unidad Metzada es una unidad nacional y está directamente subordinada al jefe de operaciones del servicio penitenciario israelí. Los operadores de la unidad son personal del servicio de prisiones con experiencia en combate durante su servicio militar dentro de las Fuerzas de Defensa de Israel. Desde 2006 la Unidad Metzada es también una unidad militar subordinada al Estado Mayor de las FDI, y opera en misiones de las FDI que están sujetas a la aprobación del comisionado del servicio de prisiones. La Unidad Metzada está especializada en trabajar tanto con armas letales como no letales. Los instructores de la unidad informan y asisten sobre el tema a los otros miembros de las FDI.

## Trabajo de los miembros de la unidad
Después de completar un curso de seis meses, los miembros de la unidad se dividen en secciones. La unidad está formada por dos secciones principales: asalto y captura. La sección de asalto se especializa en los aspectos relacionados con cualquier asalto a la prisión, incluida la toma de las celdas dentro de la prisión, o el transporte de los prisioneros en vehículos de transporte. La sección de captura se especializa en el despliegue de explosivos y la apertura de puertas. En ambas secciones, los operativos se especializan en las diversas actividades que realizan los miembros de la unidad: el descenso por cuerdas, la apertura de puertas, y la entrada en los edificios, el trabajo con la unidad canina, las prácticas de tiro para ofrecer apoyo de francotirador a los miembros del equipo, el arte de la negociación (también en situaciones de toma de rehenes), etc.

## Historia de la unidad
La unidad Metzada fue establecida en 2003 por el comisario del servicio de prisiones, Yaakov Ganot, como respuesta al aumento en el nivel de asaltos al personal y a los intentos de secuestro de rehenes realizados por los prisioneros durante ese período. Hasta 2003 no había ninguna unidad de rescate de rehenes dentro del servicio de prisiones, por lo que en caso de situaciones de emergencia era necesario depender de otras organizaciones y fuerzas del orden, como la Policía de Israel y las FDI. Desde 2006 Metzada es también una unidad subordinada al Estado Mayor de las FDI, y es la unidad responsable de llevar a cabo el rescate de rehenes en las instalaciones correccionales de las FDI.

## Trabajo llevado a cabo por la unidad
- Unidad de rescate de rehenes:
  - Rescate de rehenes en centros penitenciarios de IPS.
  - Rescate de rehenes en centros penitenciarios de las FDI.
  - Rescate de rehenes en vehículos de transporte de prisioneros de IPS.

- Búsqueda, persecución, y posterior detención de los presos fugados:[4]
  - Este apartado incluye las detenciones de sospechosos llevadas a cabo en el Área de Judea y Samaria.

- Actividades propias del servicio de prisiones:  
  - Asistencia a otras unidades de IPS durante redadas en centros penitenciarios.
  - Control de disturbios y represión de motines en las instalaciones y edificios de las FDI y en las cárceles del servicio de prisiones.
  - Recopilación de inteligencia básica sobre el terreno.
  - Asistencia a las FDI y a la Policía de Israel en sus actividades operacionales.